# Percnia confusa
Percnia confusa là một loài bướm đêm trong họ Geometridae.